# Carl Rinman (1805–1891)
Carl Rinman, född 25 november 1805 i Ockelbo församling, Gävleborgs län, död 27 april 1891 i Överlännäs församling, Västernorrlands län, var en svensk bruksägare och politiker.

## Biografi
Carl Rinman föddes 1805 i Ockelbo socken. Han var son till bergmästaren Carl Rinman och Lovisa Hällström. Rinman studerade 1824–1825 vid Falu bergsskola och var 1849–1863 bruksförvaltare vid Forsse bruk i Ångermanland. Han var riksdagsledamot för borgarståndet i Bergsbrukens första valdistrikt vid riksdagen 1859–1860. Rinman var även bruksägare och avled 1891.

### Familj
Rinman gifte sig 1831 med Sofia Kristina Eckman.